# 伊号第三十二潜水艦
| 画像をアップロード |                                                                              |
| 艦歴               |                                                                              |
| 計画               | 第四次海軍軍備補充計画（④計画）                                              |
| 起工               | 1940年1月20日                                                                |
| 進水               | 1940年12月17日                                                               |
| 就役               | 1942年4月26日                                                                |
| その後             | 1944年3月24日戦没                                                            |
| 除籍               | 1944年6月10日                                                                |
| 性能諸元           |                                                                              |
| 排水量             | 基準：2,198トン 常備：2,584トン 水中：3,654トン                              |
| 全長               | 108.7m                                                                       |
| 全幅               | 9.30m                                                                        |
| 吃水               | 5.14m                                                                        |
| 機関               | 艦本式2号10型ディーゼル2基2軸 水上：12,400馬力 水中：2,000馬力               |
| 速力               | 水上：23.6kt 水中：8.0kt                                                     |
| 航続距離           | 水上：16ktで14,000海里 水中：3ktで96海里                                     |
| 燃料               | 重油：774トン                                                                |
| 乗員               | 94名                                                                         |
| 兵装               | 40口径14cm単装砲1門 25mm機銃連装1基2挺 53cm魚雷発射管 艦首6門 九五式魚雷17本 |
| 航空機             | 零式小型水上偵察機1機 （呉式1号4型射出機1基）                                |
| 備考               | 安全潜航深度：100m                                                           |

伊号第三十二潜水艦（いごうだいさんじゅうにせんすいかん、旧字体：伊號第三十二潜水艦）は、大日本帝国海軍が運用した伊十五型潜水艦の13番艦。
当初は伊号第三十九潜水艦と命名されていたが、1941年（昭和16年）11月1日に伊号第三十二潜水艦と改名されている。

## 概要
1939年（昭和14年）の第四次海軍補充計画（④計画）によって建造が承認され、1940年（昭和15年）1月20日に佐世保海軍工廠で起工。1940年12月17日に進水し、1942年（昭和17年）4月26日に竣工した。同日、呉鎮守府籍となる。5月30日、竣工した伊31とともに第六艦隊第1潜水戦隊第15潜水隊を編制。
6月16日、伊32は呉を出港しトラックに移動。30日、トラックを出港し、オーストラリア周辺海域に進出して哨戒。7月9日、ポートビラを偵察。13日から15日にかけてニューカレドニアを偵察。8月4日1910、エスペランス南南東200浬地点付近で、フリーマントルからアデレードに向かっていた豪兵員輸送船カトゥーンバ（Katoomba、9,424トン）を発見して砲撃。カトゥーンバは救難信号を発信し、全速で逃走に移った。伊32は同船を3時間ほど追跡したが、命中弾はなかった。28日、オーストラリア南岸を通過し、ペナンに到着。9月6日、ペナンを出港して9月13日にトラックに到着した。
30日、伊32はトラックを出港し、ヌーメアの航空偵察に向かった。10月3日、燃料漏れを起こしているのがわかったため反転し、6日にトラックに到着。7日にトラックを出港し、13日に呉に到着して修理を受ける。
12月4日、修理を終えた伊32は呉を出港し、トラックに移動。14日、トラックを出港。16日2200、アドミラルティ諸島近海で潜航中に浮上航走中の米潜を発見して攻撃準備を行うが、相手は潜航して逃げていった。17日、ラバウルに到着。19日、食糧と弾薬22トンを搭載してラバウルを出港し、24日にブナに到着して輸送物資を降ろした後出港。26日にラバウルに戻った。27日、輸送物資を載せてラバウルを出港し、29日にブナに到着するが、ブナを守備する陸軍部隊との通信に失敗し出港。31日にラバウルに戻った。
1943年（昭和18年）1月7日、輸送物資を搭載してラバウルを出港し、9日にブナに到着。輸送物資を降ろした後、便乗者43名を乗せて出港。11日にラバウルに戻った。19日、食糧と弾薬22トンを搭載してラバウルを出港し、14日にブナに到着して輸送物資を降ろした後出港。18日、トラックに到着。
24日、伊32はトラックを出港し、ガダルカナル島南方沖のS哨戒線に進出。2月11日、東へ向かう米空母1隻を発見。22日、トラックに到着。
3月25日、伊32はトラックを出港し、サモア・フィジー諸島方面に進出して哨戒。6月1日、トラックに到着。3日、トラックを出港し、10日に呉に到着した。
7月30日、伊32は運貨筒を曳航して呉を出港し、8月初めにラバウルに到着。9月5日、運貨筒を曳航してラバウルを出港し、ラエに到着して運貨筒を切り離した後出港。25日、ヌーメア近海に到達して航空偵察の準備を行ったが、射出機の故障により偵察は中止された。10月7日、コフスハーバー近海でシドニーからブリスベンに向かっていたPG72船団を発見して魚雷6本を発射したが、命中しなかった。船団の護衛をしていた豪コルベットグレネルグ（en:HMAS Glenelg (J326)）が伊32をソナー探知したが、爆雷攻撃前に反応が途絶えた。26日、19日に伊36が発見したタンカー6隻の攻撃に向かったが空振りに終わった。11月7日、パゴパゴを偵察。12日、浮上航走中にディーゼル機関1基が故障。11月後半にトラックに到着。24日、トラックを出港し、27日にクェゼリンに到着。12月5日にクェゼリンを出港し、8日にトラックに到着。10日、特設潜水母艦平安丸（日本郵船、11,616トン）に横付けして魚雷の補給を受けた後、14日にトラックを出港。20日に呉に到着して整備を受ける。
1944年2月28日、伊32は呉を出港し、3月8日にトラックに到着。15日、輸送物資を搭載してトラックを出港し、ウォッゼに向かった。17日1430、クサイエ島南南西200浬地点付近で米艦載機を発見。23日2231、米機動部隊を発見したとの報告を最後に消息不明。
アメリカ側記録によると、23日に伊32が発信した報告を傍受した米軍は、伊32がいると思われる海域に米駆逐艦ハルゼー・パウエル(USS Halsey Powell, DD-684)、ハル(USS Hull, DD-350)、護衛駆逐艦マンラヴ(USS Manlove, DE-36)、駆潜艇PC-1135(USS PC-1135)からなる対潜部隊が向かった。24日0422、マンラブのレーダーが9km先で浮上航走中の潜水艦を探知。2700mの距離まで接近したところ、相手は急速潜航していった。その後すぐに潜航中の潜水艦をソナー探知。最初にハルゼー・パウエルが爆雷攻撃で爆雷を全て消費した。続けて、マンラブがヘッジホッグと爆雷による攻撃を行い、PC-1135もマウストラップを使用して攻撃に参加した。その結果、潜水艦を撃沈した。これが伊32の最期の瞬間であり、艦長の井元正之少佐以下乗員106名全員戦死。沈没地点はウォッゼ南方50浬地点付近、北緯08度30分 東経170度10分 / 北緯8.500度 東経170.167度。
同日、マーシャル諸島方面で亡失と認定され、6月10日に除籍された。

## 艦歴
- 1942年（昭和17年）4月26日 竣工
  - 6月16日 呉出港
  - 6月30日 トラック出港、オーストラリア方面に行動
  - 8月28日 オーストラリア南岸経由でペナン着
  - 9月13日 トラック着、
  - 9月30日 ヌーメアへ向け出港
  - 10月3日 燃料漏れのため反転。
  - 10月6日 トラック着、7日出港
  - 10月13日 呉入港
  - 12月4日 呉出港。ブナ輸送、南太平洋方面に行動
- 1943年（昭和18年）6月10日 呉入港
  - 8月16日 呉出港、運貨筒を曳航してラエに物資輸送
  - 12月20日 呉に入港、修理
- 1944年2月25日 呉出港
  - 3月13日 トラック出港、マーシャル諸島方面に行動
  - 3月23日 米機動部隊発見を報じる
  - 3月24日 マーシャル諸島ウォッゼ南方沖において米護衛駆逐艦マンラヴ（英語版）(USS Manlove, DE-36)及び駆潜艇PC-1135(USS PC-1135)の共同攻撃により戦没した。同日、亡失と認定。
  - 6月10日 除籍

## 歴代艦長
※『艦長たちの軍艦史』409頁による。

### 艤装員長
1. （兼）吉村巌 中佐：1941年12月15日[5] - 1942年1月31日[6]
2. 清水鶴造 少佐：1942年1月31日[6] -
3. 池沢政幸 中佐：1942年3月10日 -

### 艦長
1. 池沢政幸 中佐：1942年4月26日 -
2. 堀武雄 大佐：1942年11月1日 -
3. 井元正之 少佐：1944年1月10日 - 1944年3月24日戦死